# Franz Tunder
Franz Tunder (1614 - 5 de noviembre de 1667) fue un organista y compositor alemán de principios de la época barroca. Fue un vínculo importante entre los principios de estilo barroco alemán que se basa en modelos de Venecia, y más tarde el estilo barroco que culminó con la música de Johann Sebastian Bach; además fue formativo en el desarrollo de la cantata coral. 

## Biografía
Según investigaciones recientes, Tunder nació en Lübeck, en Bannesdorf, y no en Burg en la isla de Fehmarn, como se creía anteriormente por los estudiosos. Poco se sabe sobre su vida, a excepción de que su talento era suficiente para que fuera nombrado organista de la corte del duque Federico III de Holstein-Gottorp en Gottorf, a la edad de 18 años. Unos años antes, se había ido a Italia en compañía de Johann Heckelauer, y es probable que estudiara con Girolamo Frescobaldi mientras estaba en Florencia. (Johann Mattheson afirmó que lo hizo, pero esto ha sido impugnado por los estudiosos más tarde). 
Entre 1632 y 1641, Tunder trabajó en Gottorf como organista de la corte. En 1641 fue nombrado primer organista en la Iglesia Mayor de Nuestra Señora de Lübeck. Peter Hasse logró en 1647 que se convirtiera asimismo en administrador y tesorero. Ocupó ese puesto durante el resto de su vida. Su sucesor fue Dieterich Buxtehude, quien también se casó con su hija Anna Margarethe en 1668. 
Comenzó la tradición de las "Abendmusiken", una larga serie de conciertos gratuitos en la Marienkirche, cuyos más elaborados trabajos los compuso para el Adviento. Los primeros de estos conciertos se celebraron en 1646. Los conciertos parecen tener su origen en actuaciones específicamente para los hombres de negocios que se reunían en la apertura semanal de la Bolsa de Valores de la ciudad. Estos conciertos continuaron a través de los siglos XVII y XVIII, por lo que se distinguen de los otros conciertos por tener entrada gratuita (al tener lugar en una iglesia) y ser financiados por la comunidad empresarial.

## Música
Junto con Heinrich Scheidemann y Matthias Weckmann, Tunder fue un miembro importante de la escuela de órgano del norte de Alemania, pero muy pocas de sus obras se conservan.
- Datos: Q698358
- Multimedia: Franz Tunder / Q698358